# Lijst van voetbalinterlands Cuba - Saint Vincent en de Grenadines
Deze lijst van voetbalinterlands is een overzicht van alle officiële voetbalwedstrijden tussen de nationale teams van Cuba en Saint Vincent en de Grenadines. De landen speelden tot op heden zeven keer tegen elkaar. De eerste ontmoeting, een groepswedstrijd tijdens de Caribbean Cup 1992, werd gespeeld in Port of Spain (Trinidad en Tobago) op 20 juni 1992. Het laatste duel, een kwalificatiewedstrijd voor het Wereldkampioenschap voetbal 2022, vond plaats op 8 juni 2021 in Saint George's (Grenada).

## Wedstrijden
| № | Plaats         | Datum            | Competitie                      | Wedstrijd                      | Uitslag |
| - | -------------- | ---------------- | ------------------------------- | ------------------------------ | ------- |
| 1 | Port of Spain  | 20 juni 1992     | Caribbean Cup 1992              | Cuba – St. Vincent en de Gren. | 1 – 0   |
| 2 | George Town    | 27 juli 1995     | Caribbean Cup 1995              | St. Vincent en de Gren. − Cuba | 3 − 2   |
| 3 | San Fernando   | 25 mei 1996      | Caribbean Cup 1996              | Cuba − St. Vincent en de Gren. | 2 − 0   |
| 4 | San Fernando   | 16 januari 2007  | Caribbean Cup 2007              | Cuba − St. Vincent en de Gren. | 3 − 0   |
| 5 | Havana         | 7 juni 2008      | Vriendschappelijk               | Cuba − St. Vincent en de Gren. | 1 − 0   |
| 6 | Bacolet        | 16 november 2012 | Caribbean Cup 2012 kwalificatie | St. Vincent en de Gren. − Cuba | 1 − 1   |
| 7 | Saint George's | 8 juni 2021      | WK 2022 kwalificatie            | St. Vincent en de Gren. − Cuba | 0 − 1   |

## Samenvatting
| Competitie                 | Totaal gespeeld | Winst Cuba | Gelijk | Winst St. Vincent en de Gren. | Doelsaldo Cuba – St. Vincent en de Gren. |
| -------------------------- | --------------- | ---------- | ------ | ----------------------------- | ---------------------------------------- |
| WK-kwalificatie            | 1               | 1          | 0      | 0                             | 1 − 0                                    |
| Caribbean Cup              | 4               | 3          | 0      | 1                             | 8 − 3                                    |
| Caribbean Cup-kwalificatie | 1               | 0          | 1      | 0                             | 1 − 1                                    |
| Vriendschappelijk          | 1               | 1          | 0      | 0                             | 1 − 0                                    |
| Totaal                     | 7               | 5          | 1      | 1                             | 11 − 4                                   |

Wedstrijden bepaald door strafschoppen worden, in lijn met de FIFA, als een gelijkspel gerekend.
AFC · A-internationals · Bondscoaches · Cubaans vrouwenelftal · Cuba U21 · Cuba U20 · Cuba U19 · Cuba U18 · Cuba U17
1920 – 1949 ·
1950 – 1969 ·
1970 – 1979 ·
1980 – 1989 ·
1990 – 1999 ·
2000 – 2009 ·
2010 – 2019 ·
2020 − 2029
WK 1938
OS 1976 ·
OS 1980
Albanië ·
Algerije ·
Angola ·
Antigua en Barbuda ·
Aruba ·
Bahama's ·
Barbados ·
Belize ·
Bermuda ·
Bolivia ·
Britse Maagdeneilanden ·
Bulgarije ·
Canada ·
Chili ·
China ·
Colombia ·
Costa Rica ·
Curaçao ·
DDR ·
Dominica ·
Dominicaanse Republiek ·
Ecuador ·
El Salvador ·
Ghana ·
Grenada ·
Guatemala ·
Guyana ·
Haïti ·
Honduras ·
Indonesië ·
Jamaica ·
Kaaimaneilanden ·
Kameroen ·
Mexico ·
Nicaragua ·
Nederlandse Antillen ·
Panama ·
Puerto Rico ·
Roemenië ·
Saint Kitts en Nevis ·
Saint Lucia ·
Saint Vincent en de Grenadines ·
Suriname ·
Trinidad en Tobago ·
Turks en Caicoseilanden ·
Uruguay ·
Venezuela ·
Verenigde Staten ·
Zuid-Korea ·
Zweden
SVGFF · A-internationals · Vrouwenelftal van Saint Vincent en de Grenadines
Amerikaanse Maagdeneilanden ·
Anguilla ·
Antigua en Barbuda ·
Aruba ·
Bahama's ·
Barbados ·
Belize ·
Bermuda ·
Britse Maagdeneilanden ·
Canada ·
Costa Rica ·
Cuba ·
Curaçao ·
Dominica ·
Dominicaanse Republiek ·
El Salvador · 
Grenada ·
Guatemala ·
Guyana ·
Haïti ·
Honduras ·
Jamaica ·
Kaaimaneilanden ·
Mexico ·
Montserrat ·
Nederlandse Antillen ·
Nicaragua ·
Puerto Rico ·
Saint Kitts en Nevis ·
Saint Lucia ·
Suriname ·
Trinidad en Tobago ·
Turks- en Caicoseilanden ·
Verenigde Staten